# PC World
PC World – miesięcznik komputerowy powstały w 1992 roku na bazie licencji amerykańskiego miesięcznika PC World i wychodzącego w drugiej połowie lat 80. miesięcznika Komputer. Do listopada roku 2008 nosił nazwę PC World Komputer. Wydawany był w Warszawie przez IDG Poland. Ostatni numer został wydany w grudniu 2018 roku, po czym tytuł przestał trwale istnieć.
Integralną częścią miesięcznika PC World były jego wydania specjalne oraz witryna, która zajmuje się tematyką nowych technologii.
Ze względu na formalną kontynuację miesięcznika Komputer, w maju 2006 miesięcznik obchodził 20-lecie istnienia. Związek Kontroli Dystrybucji Prasy podawał w 2014 roku średnią sprzedaż egzemplarzową wynoszącą 13 779. Od 2015 roku pismo nie było kontrolowane przez ZKDP.
Kolejni redaktorzy naczelni: Marek Młynarski (1992), Krzysztof Matey (1992–1999), Lech Zdanowicz (1999–2006), Maciej Zdanowicz (2006–2007), Krzysztof Arkuszewski (pełniący obowiązki, 2007–2008), Grzegorz Eider (2008), Łukasz Bigo (2008–2009), Krystian Grzenkowicz (2009–2011), Dominik Błaszczykiewicz (2011-2013), Ludwik Krakowiak (2013-2015 i 2017-2018).

## Tematyka
Pismo opisywało produkty i wydarzenia na rynku komputerowym, w podziale na Ważne & Ciekawe (d. Aktualności), Sprzęt & Osprzęt (d. Sprzęt), Systemy & Programy (d. Oprogramowanie), Internet & Bezpieczeństwo (d. Internet), Know how. Było pierwszym pismem komputerowym publikowanym z płytą DVD. Oprócz numerów regularnych wychodziły też serie Special i Extra skierowane do różnych segmentów rynku.

## Dodatkowe działania
PC World było medium opiniotwórczym. Opracowywało wiele rankingów, które pomagały czytelnikom podejmować decyzje w wyborze narzędzi, technologii, produktów IT. Jedną z analiz przeprowadzanych cyklicznie był wybór najlepszych rozwiązań hostingowych dla MŚP.

## Nakład
Rozpowszechnianie płatne (kolor zielony), średni nakład jednorazowy (kolor zielony + niebieski).